# Anne d’Alençon

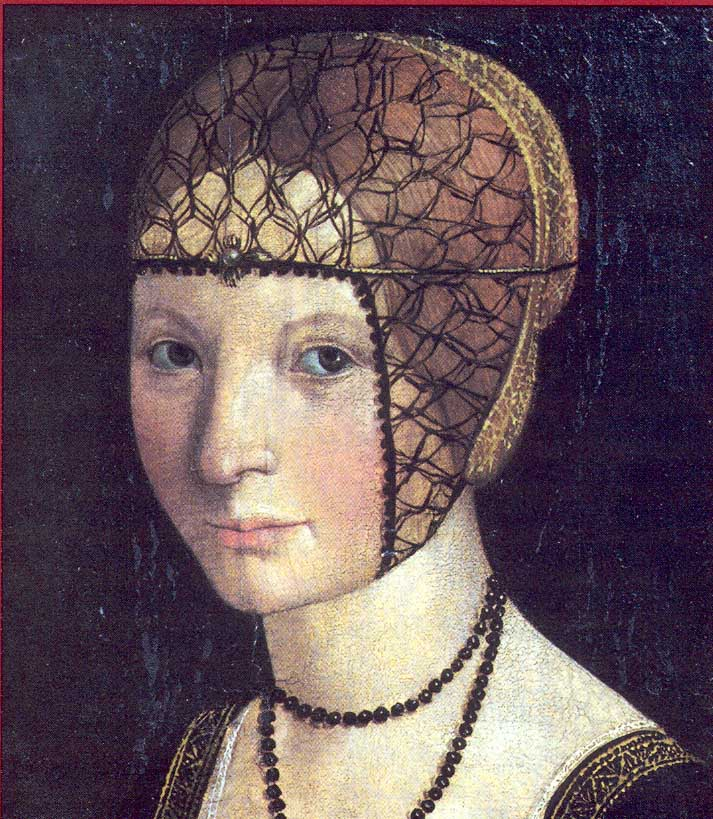
Porträt Anna von Alençons von Macrino d’Alba

Anna von Alençon (* 30. Oktober 1492; † 18. Oktober 1562) war aus eigenem Recht Herrin von La Guerche und durch Ehe Markgräfin von Montferrat. Von 1518 bis zu ihrem Tod beherrschte sie Montferrat als Regentin für ihren Sohn Bonifatius IV.

## Biographie
Anna war das dritte Kind von René, Herzog von Alençon, und dessen zweiter Ehefrau Margarete von Lothringen-Vaudémont. Ihr Vater starb zwei Jahre nach ihrer Geburt. Sie wurde 1501 mit Wilhelm XI. von Montferrat verlobt und heiratete ihn am 31. Oktober 1508, dem Tag nach ihrem 16. Geburtstag, in der Kirche Saint-Sauveur in Blois. Von ihrem Ehemann bekam sie drei Kinder:
- Maria (1509–1530),
- Margherita (1510–1566),

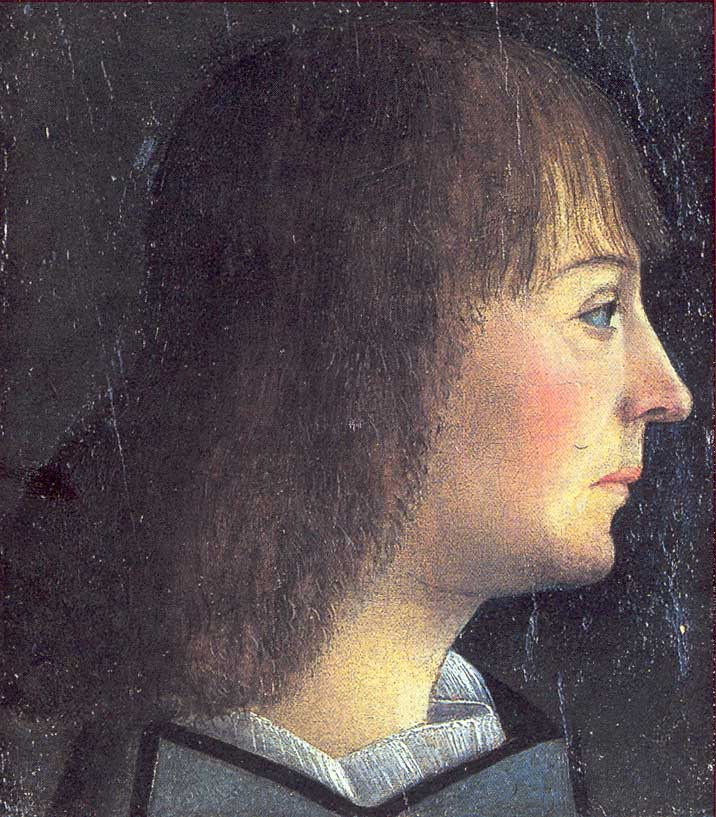
Porträt Wilhelms XI. von Montferrat von Macrino d’Alba

- Bonifacio (1512–1530), Wilhelms Nachfolger

1517 wurde ihre älteste Tochter mit Federico II. Gonzaga verlobt, der später Markgraf und Herzog von Mantua wurde. Der Ehevertrag wurde jedoch annulliert, nachdem Federico Maria bezichtigte, den Versuch unternommen zu haben, seine Mätresse Isabella Boschetti, die Ehefrau des Grafen von Calvisano, zu vergiften.
1518, mit dem Tod Wilhelms XI., erbte Bonifatius die Markgrafschaft. Anna wurde Regentin für ihren seinerzeit sechsjährigen Sohn bis zu dessen unerwarteten Tod im Juni 1530, wurde aber auch danach noch in die Regierung der Markgrafschaft einbezogen. Erbe ihres Sohnes war ihr Schwager Johann Georg (Giovanni Giorgio del Monferrato), Kommendatarabt von Lucedio und (nicht geweihter) Bischof von Casale.
Bonifatius’ Tod reaktivierte auch das Interesse Federico Gonzagas an der Ehe mit Maria. Nach ihrem Tod im September 1530 wandte er sich ihrer Schwester Margherita zu, deren Hand er im Oktober 1531 dann auch erhielt. 1533 starb Johann Georg ohne legitimen Erben (er hinterließ lediglich einen unehelichen Sohn), so dass ein Streit über die Nachfolge in Montferrat, ein kaiserliches Lehen, ausbrach. Die Bewerber waren Federico Gonzaga, der Markgraf von Saluzzo und das Haus Savoyen, die ihre Ansprüche auch plausibilisieren konnten. 1536 übertrug Kaiser Karl V. das Lehen der einzigen überlebenden Familienangehörigen, Margherita, und damit Federico Gonzaga, und Anna von Alençon trat als Regentin de facto wieder in den Vordergrund. Federico Gonzaga starb 1540 in Marmirolo, sein Erbe war sein sechsjähriger Sohn Francesco III. Gonzaga sowohl in Mantua als auch in Montferrat. Die Regentschaft übernahmen Margherita und ihr Schwager, der Kardinal Ercole Gonzaga. 
Später zog sich Anna von Alençon aus dem öffentlichen Leben zurück und trat in den Konvent der Dominikanerinnen der Katharina von Siena ein, der sich neben ihrem Palast in Casale Monferrato befand. Sie starb am 18. Oktober 1562, kurz vor ihrem siebzigsten Geburtstag.

## Das Alençon-Erbe
Annas Bruder, Herzog Karl IV. von Alençon, starb 1525 nach der Schlacht bei Pavia in Lyon. Er hinterließ Anna und ihrer Schwester Françoise seinen persönlichen Besitz (was von Karls Witwe Margarete von Navarra erfolglos angefochten wurde). Anna wiederum wollte den Besitz an Isabella Gonzaga weitergeben, die älteste Tochter von Federico und Margherita weiter, die ihn jedoch zurückwies. Margherita gelang es, das Erbe an ihren dritten Sohn, Luigi Gonzaga, weiterzuvermitteln, den späteren Herzog von Nevers und Gründer der französischen Linie der Familie.